# Ambulatoryjne monitorowanie ciśnienia krwi

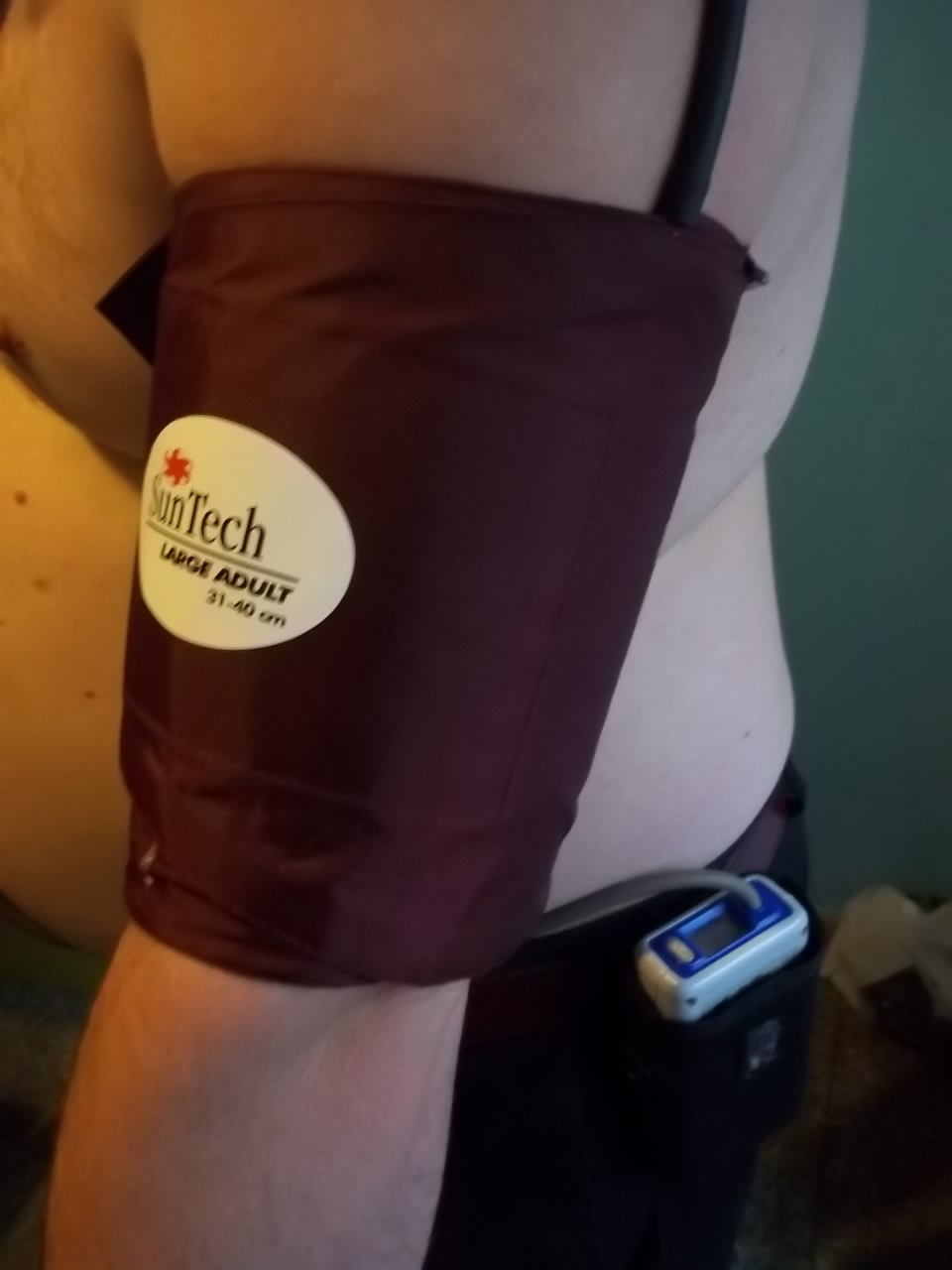
Pacjent z założonym holterem ciśnieniowym

Ambulatoryjne monitorowanie ciśnienia krwi, ABPM (od ang. ambulatory blood pressure monitoring), potocznie holter ciśnieniowy – kardiologiczne badanie diagnostyczne polegające na wielokrotnym pomiarze ciśnienia tętniczego krwi w ciągu doby za pomocą specjalnego urządzenia noszonego cały czas przez pacjenta (niezakłócającego jego aktywności).
Przyrząd do całodobowego monitorowania ciśnienia tętniczego dokonuje pomiarów w odstępach 15–20 minut w dzień i co 30 minut w nocy, a wyniki zapisuje w pamięci elektronicznej. Zadaniem pacjenta jest zapisywanie dolegliwości i nieprawidłowych objawów w dzienniczku.
Po zakończeniu badania zapisy są analizowane przez oprogramowanie komputerowe i udostępniane w postaci graficznych wykresów i zestawień tabelarycznych (średnie i maksymalne wartości ciśnienia tętniczego, wraz z odchyleniami standardowymi, z podziałem na dzień i noc).

## Wskazania do ambulatoryjnego monitorowania ciśnienia krwi
Do najważniejszych wskazań do przeprowadzenia ABPM (zalecenie ESH i ESC, 2013) należą:
- podejrzenie nadciśnienia białego fartucha
- podejrzenie nadciśnienia tętniczego ukrytego
- podejrzenie podwyższonych wartości ciśnienia tętniczego w nocy
- ocena nocnego spadku ciśnienia tętniczego
- nadciśnienie tętnicze oporne
- duża zmienność wartości ciśnienia tętniczego
- nadciśnienie tętnicze w okresie ciąży
- ocena ciśnienia tętniczego u pacjentów w podeszłym wieku
- ocena ciśnienia tętniczego u chorych na cukrzycę, z chorobą niedokrwienną serca z obturacyjnym bezdechem sennym
- hipotensja ortostatyczna, spadki ciśnienia tętniczego (hipotensja poposiłkowa, polekowa)
- dysfunkcja układu wegetatywnego.

ABPM jako badanie nieinwazyjne i nieobciążające badanego jest często stosowane w diagnostyce kardiologicznej oraz w celu oceny wyników prowadzonego leczenia hipotensyjnego. Prawidłowe wartości ciśnienia uzyskanego w wyniku badania ABPM różnią się w zależności od fazy doby, w której zostały zebrane.
| Okres                    | Skurczowe (SBP) | Rozkurczowe (DBP) |
| ------------------------ | --------------- | ----------------- |
| średniodobowe            | ≥ 130 mm Hg     | ≥ 80 mmHg         |
| w dzień (okres czuwania) | ≥ 135 mm Hg     | ≥ 85 mg Hg        |
| noc (okres snu)          | ≥ 120 mm Hg     | ≥ 70 mm Hg        |

Ocenia się także średnie całodobowe wartości ciśnienia tętniczego, gdyż aktualnie uważa się, że wartości te lepiej korelują z określeniem stopnia rozwoju powikłań nadciśnienia tętniczego. Ponadto sądzi się, że brak spadku nocnych wartości ciśnienia tętniczego o 10–20% wiąże się z dodatkowo zwiększonym ryzykiem powikłań sercowo-naczyniowych.